# Édouard Claparède
Édouard Claparède (1873-1940) va ésser un psicopedagog suís, creador i president durant molts anys de l'Institut des Sciences de l'Education Jean-Jacques Rousseau de Ginebra, al costat de figures de la pedagogia suïssa com Pierre Bovet, Adolphe Ferrière o Henriette Ith-Wille.
Col·laborà el 1921 en la fundació de l'Oficina internacional d'educació (Bureau International d'Education).
El seu principal camp d'acció ha estat el desenvolupament de la psicopedagogia.
Se'l pot considerar com un divulgador i sistematitzador de les modernes ciències de l'educació.
Els seus principis han originat una teoria funcional de l'educació que es tradueix a la pràctica en l'activitat escolar basada en les necessitats de l'infant.

## Biografia
Centrant-se principis de la biologia i la zoologia, Claparède cursa estudis mèdics coronats amb un doctorat l'any 1897. Mentrestant, es va anar interessant en la psicologia. El 1901 va fundar amb el seu mestre i amic Flournoy, catedràtic de psicologia fisiològica, la revista Arxiu de la psicologia. El 1904 es va convertir en el director del Laboratori de Poscologia de la Facultat de Ciències Universitat de Ginebra, on ocuparà la càtedra de psicologia fins a la seva mort.
També va estar interessant en la psicoanàlisi, presentant i traduint articles de Sigmund Freud. L'historiadora Mireille Cifali assenyala que podria haver estat psicoanalitzat per Sabina Spielrein. Va participar del primer Congrés Internacional de Psicoanàlisi, l'any 1908 a Salzburg i va conèixer a Freud el 1912.
El 1912 crea l'Escola de Ciències de l'Educació (Institut Jean-Jacques Rousseau). Durant la seva carrera s'ocupa de qüestions com la percepció, la psicologia animal (com l'estudi sobre 1.913 cavalls de Elberfeld), la psicologia jurídica (va estudiar en detall els mecanismes de testimoniatge), la psicologia infantil i la pedagogia (Nova educació, per exemple), etc. Les seves idees estan marcades pel concepte de funció adaptativa derivat de les seves preocupacions biològiques que aplica a la vida mental.
Davant les teories associacionistes, Claparède mostra que la intel·ligència és una funció activa d'adaptació a noves situacions. Davant d'una situació desconeguda el subjecte procedeix amb un procediment d'assaig i error que el dirigeix a la recerca d'hipòtesis per verificar. André Rey (psicòleg) va ser un dels seus col·laboradors estrets des de 1929.
Claparède és un dels psicòlegs que han fonamentat la psicologia de Jean Piaget, especialment a través de la seva psicologia infantil i la seva psicologia de la intel·ligència.
Claparède es va distingir per les seves investigacions en el camp de la neuropsicologia de la memòria. Va formular un famós experiment, dissenyat per provar la hipòtesi que el trauma d'un esdeveniment dolorós es manté fins i tot en cas de pèrdua de la memòria a curt termini. Estava examinant un pacient amnèsic que tenia intacta la memòria i les habilitats de raonament, però que no podia recordar el seu passat recent. Tot i arribar a saludar-lo cada dia, Claparède mai va ser reconegut pel pacient. Durant una sessió d'aquest experiment, va amagar una agulla a la mà amb la qual va punxar el pacient, tot donant-li la mà. L'endemà, el pacient no el va reconèixer, però quan Claparède va pretendre estrènyer-li la mà, va veure vacil·lar com si percebés una amenaça, mentre que la seva memòria seguia greument afectada.
La notorietat de Claparède, així com els nombrosos intercanvis que va tenir amb psicòlegs de tot el món, va facilitar un reconeixement gairebé immediat.

## Obres
- L'association des idées (1903).
- Psychologie de l'enfant et pédagogie expérimentale (1905).
- Psychologie de l'intelligence (1917).
- L'École sur mesure (1920).
- L'éducation fonctionnelle (1921).
- La genèse de l'hypothèse (1933).
- Invention dirigée (1937).
- Morale et politique (1940).